# Felicità interna lorda
La felicità interna lorda o FIL è il tentativo di definire uno standard di vita sulla falsariga del prodotto interno lordo (PIL). Questo indice prende in considerazione sia parametri tradizionali in campo economico, sia aspetti di attenzione sociale come salute e istruzione, come anche aspetti meno tradizionali, come vitalità della comunità e benessere psicologico.

## Bhutan e la sua FIL
L'utilità del calcolo del FIL può essere comprovato dall'esperienza del Bhutan, piccolo stato montuoso dell'Asia.
Questo stato già da anni adotta come indicatore per calcolare il benessere della popolazione il FIL. I criteri presi in considerazione sono la qualità dell'aria, la salute dei cittadini, l'istruzione, la ricchezza dei rapporti sociali. Secondo alcuni dati questo paese è uno dei più poveri dell'Asia, con un PIL pro capite di 2088 dollari (dato del 2010). Tuttavia, secondo un sondaggio, è anche la nazione più felice del continente e l'ottava del mondo.
Gli ideatori di questo indice non mirano ad una “retrocessione”, cioè non vogliono passare per anti-tecnologici o anti-materialisti, ma il loro programma punta a migliorare l'istruzione, la protezione dell'ecosistema e a permettere lo sviluppo delle comunità locali.
È dunque per questo che ogni stato deve prendere in considerazione il suo PIL, ma deve anche mirare al benessere dei cittadini, quindi deve attuare, se non in modo così prevalente, l'indicatore di felicità interna lorda; perché, come abbiamo visto, sul campo del benessere dei cittadini, anche un piccolo paese può essere uno dei migliori del mondo.

## La FIL nelle parole del Dalai Lama
Il Dalai Lama è un convinto sostenitore della FIL. A questo proposito ha dichiarato: «Come buddhista, sono convinto che il fine della nostra vita è quello di superare la sofferenza e di raggiungere la felicità. Per felicità però non intendo solamente il piacere effimero che deriva esclusivamente dai piaceri materiali. Penso ad una felicità duratura che si raggiunge da una completa trasformazione della mente e che può essere ottenuta coltivando la compassione, la pazienza e la saggezza. Allo stesso tempo, a livello nazionale e mondiale abbiamo bisogno di un sistema economico che ci aiuti a perseguire la vera felicità. Il fine dello sviluppo economico dovrebbe essere quello di facilitare e di non ostacolare il raggiungimento della felicità».

## Uno dei molti indicatori alternativi
A differenza del Genuine Progress Indicator — che cerca effettivamente di misurare il benessere — la felicità interna lorda non è un tentativo di quantificare la felicità. Le due misure concordano, tuttavia, sul fatto che il benessere è più importante dei consumi.
La FIL si basa su una serie di valutazioni soggettive sui valori morali, il che in pratica significa che è aperta a chiunque sia in grado di definire un quadro di riferimento (ossia solitamente i governi), coerente con i propri interessi. Un esempio concreto è dato dal già citato Bhutan, che in passato ha espulso circa 100.000 cittadini di origine nepalese, sostenendo che non fossero dei "veri" bhutanesi. Questa mossa avrebbe avuto un effetto negativo sul PIL, ma non sulla felicità interna lorda.
Indicatori di progresso economico alternativi che hanno il sostegno di numerose ONG vengono utilizzati da alcuni governi di stati europei e nel Canada.

## Conferenza sulla FIL
Una conferenza internazionale sulla felicità interna lorda si è tenuta nel giugno 2005 in Nuova Scozia (Canada), un evento a cui i buddhisti Shambhala hanno attribuito un significato speciale.
In Italia è l'"Associazione culturale Isola etica" ad organizzare nove giornate dedicate alla FIL, con il "FIL Festival", che si tiene a fine luglio nelle piazze principali dei borghi di Poggio e Marciana Marina all'Isola d'Elba.